# باتريك هاميل
باتريك هاميل (بالإنجليزية: Patrick Hamill)‏ هو محامي وقاضي وسياسي أمريكي، ولد في 28 أبريل 1817، وتوفي في 15 يناير 1895. حزبياً، نشط في الحزب الديمقراطي. وقد انتخب عضو مجلس النواب لولاية ماريلند وانتخب عضو مجلس النواب الأمريكي.